# Tenture Les Chasses de Maximilien
La tenture Les Chasses de Maximilien, aussi connues sous le nom de Belles chasses de Guise, est un ensemble de douze tapisseries, une par mois représentant des scènes de chasses dans la forêt de Soignes, près de Bruxelles, commandée probablement par un membre de la famille de Habsbourg, Charles Quint, Marguerite d'Autriche ou Marie de Hongrie qui gouvernent les Pays-Bas en son nom, et réalisée par un atelier bruxellois.

## Histoire de la tenture
Les origines de cette tenture, pourtant remarquable et célèbre, restent incertaines. Plusieurs hypothèses ont été faites. Le texte qui suit en donne deux. La deuxième étant considérée comme la plus probable, reprenant une affirmation du début du XVIIe siècle de Carel van Mander attribuant les dessins à Bernard van Orley avec une réalisation entre 1528 et 1533. Dans un article publié en 1920, Paul Saintenoy émet l'hypothèse que les cartons ont pu être faits par Jan Cornelisz Vermeyen qui a fait sa carrière de peintre auprès de Charles Quint et a travaillé à Augsbourg et Innsbruck, ce qui expliquerait le style particulier qui avait attribué le dessin à Albert Durer dans l'inventaire du Garde-Meuble de la Couronne.

### D'après Sophie Schneebalg-Perelman
Une histoire a été établie par Sophie Schneebalg-Perelman dans son livre Les chasses de Maximilien. Les énigmes d'un chef-d'œuvre de la tapisserie paru en 1982.
Après la signature de la paix de Nice le 18 juin 1537, François Ier et Charles Quint se rencontrèrent à nouveau pour confirmer ce premier traité et s'allier contre la réforme protestante au cours d'une entrevue à Aigues-Mortes, le 15 juillet 1538. La ville de Gand se révolte en août 1539. Charles Quint demande à François Ier de pouvoir traverser la France pour aller mater la révolte. Après l'accord du roi de France, Charles Quint quitte Madrid le 11 novembre escorté d'une centaine de gentilshommes. Il arrive à Loches le 12 décembre 1539 où il rencontre le roi de France qui l'escorte jusqu'à Paris en passant par Amboise, Chambord où ils passent la nuit du 18 au 19 décembre, Orléans, Fontainebleau, du 24 au 30 décembre. Il arrive à Paris le 1er janvier 1540 puis se dirige vers Gand où il arrive avec une armée le 14 février.
Pour remercier le roi de France de son accueil chaleureux, Charles Quint a l'idée de faire réaliser une suite de tapisseries représentant des scènes de chasse qui est leur passion commune. De son côté, François 1er a l'idée de faire réaliser six pièces de tapisserie en haute lice à Fontainebleau pour les offrir à Charles Quint. La suite de tapisseries française a été rapidement réalisée et a été apportée en cadeau à Bruxelles, peut-être en 1544, au moment de la visite d'Éléonore de Habsbourg et du duc Charles d'Orléans, ou en 1570, quand Charles IX a épousé Élisabeth d'Autriche. Cette suite de tapisseries se trouve actuellement à Vienne.
Le cadeau que voulait faire Charles Quint à François 1er a pris du retard dans son exécution du fait de la reprise des hostilités entre les deux souverains.
Contrairement à ce qui été écrit dans les études antérieures, les modèles des tapisseries n'ont pas été tous réalisés par Bernard van Orley qui est mort en 1541. En février 1540, un peintre bruxellois, François Borreman, est choisi pour dessiner des sites dans la forêt de Soignes. Le choix de cette forêt vient de ce qu'elle était la propriété des ducs de Brabant, donc un domaine de chasse réservé à l'empereur et à sa suite, ce qui est le thème principal de la tenture. Le 15 mars 1542, la Cour des comptes du Brabant mentionne un paiement fait à Franciscus Borreman pour une image très détaillée de Soignes rehaussée de couleurs. Les cartons de la tenture n'ont été terminés qu'en 1548, date à laquelle les personnages auraient été ajoutés par Pierre Coek d'Alost. Le tissage aurait été confié à l'atelier de Jean Ghieteels.
Cette histoire de la tenture est basée sur la découverte d'un contrat passé par François Borreman le 12 février 1540 pour aller, avec un géomètre-juré, peindre des sites dans la forêt de Soignes.

### Histoire traditionnellement admise
Cependant d'autres documents découverts depuis semblent confirmer l'attribution traditionnelle ancienne des modèles des tapisseries à Bernard van Orley,, réalisés vers 1528. En effet, en 1533, Guillaume Dermoyen (Willem van der Moyen) de Bruxelles associé avec Pieter van der Walle d'Anvers a proposé une édition des Chasses de Maximilien avec la Bataille de Pavie au sultan Soliman le Magnifique par l'intermédiaire d'un marchand allemand, Jakob Rehlinger, et de marchands vénitiens. Par ailleurs le monogramme composé des lettres I, G, V et W, figurant sur les tapisseries de la suite des Chasses a longtemps été attribué à l'atelier de Jean Ghieteels, actif à Bruxelles entre 1527 et 1558, mais les archives de permettent pas de lui conserver cet ensemble. Guy Delmacel l'a relié à Jan et Guillaume Dermoyen (pour les lettres I et G) et van der Walle (pour les lettres V et W).
On ne possède pas de documents mentionnant le commanditaire de la tenture, mais sa richesse et les sujets choisis ne peuvent guère faire douter qu'elle a été commandée par un membre de la famille de Habsbourg. Charles Quint et Marie de Hongrie sont passionnés par la chasse. On peut voir sur le collier de quelques chiens de chasse le briquet de Bourgogne et deux colonnes d'Hercule, figure héraldique de Charles Quint. On peut aussi reconnaître les portraits de l'empereur et de son frère Ferdinand. La ressemblance de Ferdinand avec son grand-père Maximilien Ier a conduit certains auteurs à le désigner comme le commanditaire de cette tenture, ce qui est impossible car il est mort en 1519.
Arnout Balis, Krista De Jonge, Guy Delmarcel dans le livre Les Chasses de Maximilien ont proposé de dater le début de la réalisation des différentes tapisseries des Chasses de Maximilien des années 1528-1533. Ce qui permet de conserver l'attribution des cartons de la tenture à Bernard van Orley.
La tenture est ensuite passée à Maximilien II de Habsbourg, neveu de Charles Quint, et devenu son gendre après son mariage avec Marie d'Autriche en 1548. Le nom de la tenture « Les Chasses de Maximilien » est attesté depuis 1644.
Cette tenture est ensuite venue en France, probablement au moment de la conclusion du mariage de Charles IX avec la fille de Maximilien II, Élisabeth d'Autriche, en 1570. La première explication donnée pour la présence de cette tenture dans la famille de Guise a été de supposer qu'elle a été donnée à cette occasion à Charles de Guise, cardinal de Lorraine, qui avait négocié le mariage. Une autre explication est qu'elle a été donnée au cardinal de Lorraine par Catherine de Médicis après la mort de Charles IX. La tenture est alors connue sous le nom de Les Belles chasses de Guise et décore l'hôtel de Guise qui se trouvait à l'emplacement de l'hôtel de Soubise. La tenture est décrite dans les inventaires de la duchesse douairière, en 1583, et d'Henri le Balafré, établi le 3 février 1589 au château de Joinville. C'est dans ce dernier inventaire qu'apparaît pour la première fois la mention de douze tapisseries des « Douze moys de l'an de belle chasse ». En 1644, elles sont dans l'inventaire de Charles Ier de Guise qui s'était réfugié en 1631 à Italie en emportant la tenture. La tenture est alors estimée à 50 000 livres. La longueur totale de la tapisserie est de 72,88 m.

### Histoire de la tenture après son entrée dans leGarde-Meuble de la Couronne
Une lettre de 1654, de Jean-Baptiste Colbert au cardinal Mazarin nous apprend qu'il a acheté deux tentures de tapisserie à M. de Guise, Histoire d'Actéon et Histoire sainte, pour 5 100 livres. Mazarin lui demande si M. de Guise accepterait de vendre « aucune des quatre belles », mais Colbert lui répond que le prix qu'il en demande lui paraît excessif. La tenture Les Chasses de Maximilien a finalement été achetée par Mazarin par l'intermédiaire du financier Girardin. Colbert en a assuré la garde à partir de 1656. À la mort de Mazarin, le 9 mars 1661, elles ne sont pas entièrement payées au duc de Guise qui meurt en 1664. Le roi Louis XIV en a assuré le paiement final qui s'est terminé au premier semestre 1665.
D'autres tentures du mobilier de la Couronne portent la désignation de Guise : les Cinq Âges de Guise, les Grotesques des douze Mois de Guise.
L'entrée de la tenture des Chasses de Maximilien dans l'inventaire du Garde-Meuble de la Couronne date de 1661, en même temps que la succession de Mazarin.
Dans l'inventaire du Garde-Meuble de la Couronne, les modèles des tapisseries sont d'abord attribués à Albrecht Dürer. Carel van Mander a été le premier à désigner Bernard van Orley comme l'auteur des cartons ayant servi à faire cette tenture. Cette désignation est reprise par André Félibien en 1666 dans ses Entretiens sur les vies et sur les ouvrages des plus excellents peintres anciens et modernes.
Le Musée du Louvre possède une série complète de douze dessins à la plume et au lavis reproduisant les tapisseries des Chasses de Maximilien attribuée à Bernard van Orley par Everhard Jabach au moment de la vente de sa collection de dessins à Louis XIV, en 1671. Elle est attribuée aujourd'hui dans l'inventaire du département des arts graphiques comme des copies d'après Barend (Bernard) van Orley.
Cette suite de tapisseries a fait l'objet de plusieurs copies dans la Manufacture des Gobelins par la suite. Maurice Fenaille a donné la liste des suites copiées à partir de l'édition originale.
À la Révolution, la tenture fait toujours partie du Garde-Meuble de la Couronne et devient bien national. En 1797, le Directoire a décidé que plusieurs tentures célèbres doivent être brûlées pour en récupérer l'or. Le rapport rédigé précisait qu'« elles ne pouvaient plus servir à aucun ameublement a cause de leur vétusté ou l'indécence de sujets qu'elles représentaient » pour justifier la destruction de 179 tapisseries. L'administration du Muséum central des Arts, l'actuel musée du Louvre, a pu la sauver en la faisant entrer dans ses collections.

## Description de la tenture
La tenture est composée de douze pièces représentant chacune, par mois de l'année et un signe du zodiaque, une scène de chasse, chasse à l'oiseau, chasse du cerf et chasse du sanglier, dans la forêt de Soignes.
Les bordures sont composées :
- en partie basse, d'une frise de dieux marins imitant un bas-relief en bronze,
- verticalement, à droite et à gauche, un tore de verdure sortant d'un vase ou d'une corbeille portant des bouquets de fleurs et de fruit où se mêlent toutes sortent d'oiseau,
- en partie supérieure, cette guirlande se continue jusqu'à un médaillon central rond qui contient le signe du zodiaque correspondant au mois représenté.

La première tenture est celle correspondant au premier mois de l'année civile à Bruxelles avant l'année 1575, c'est-à-dire le mois de mars, sous le signe du Bélier.
| Mois      | Sujet | Hauteur | Largeur | Signe du zodiaque | Image |
| --------- | --- | ------- | ------- | ----------------- | ----- |
| Mars      | Chasse à l'oiseau, départ avec un panorama de la ville de Bruxelles depuis l'ancien palais ducal, dans son état entre 1531-1533, jusqu'aux tours de l'église Sainte-Gudule. La chapelle des saints Philippe et Jean, ou chapelle de la Toison d'Or, du palais du Coudenberg n'est construite que sur la hauteur des bas-côtés et couverte en chaume. | 4,40 m  | 7,50 m  | Bélier            |       |
| Avril     | Chasse à l'oiseau, retour au lieu-dit "Boitsfort" où se trouvait la vènerie impériale | 4,50 m  | 5,82 m  | Taureau           |       |
| Mai       | Chasse au cerf, l'assemblée sur les hauteurs de "Boitsfort" | 4,51 m  | 5,85 m  | Gémeaux           |       |
| Juin      | Chasse au cerf, repas de chasse au vallon des Grandes Fosses | 4,57 m  | 5,55 m  | Cancer            |       |
| Juillet   | Chasse au cerf, le rapport des animaux, en vue du prieuré du Rouge-Cloître. Dans le cavalier de gauche, on a cru reconnaître Marie de Hongrie à cause de sa façon de monter à cheval à califourchon, qui lui a valu le surnom de « la Mâle Chasseresse » | 4,33 m  | 5,75 m  | Lion              |       |
| Août      | Chasse au cerf, le lancé des limiers aux étangs de la Patte d'Oie | 4,57 m  | 6,82 m  | Vierge            |       |
| Septembre | Chasse au cerf, le Bat-l'eau dans l'étang de l'abbaye de Groenendael | 4,68 m  | 5,48 m  | Balance           |       |
| Octobre   | Chasse au cerf, la curée sur le vallon de Boendael | 4,48 m  | 5,75 m  | Scorpion          |       |
| Novembre  | Chasse au sanglier, repas de chasse | 4,32 m  | 5,83 m  | Sagittaire        |       |
| Décembre  | Chasse au sanglier, prise de la bête aux abords du château des Trois Fontaines | 4,48 m  | 6,08 m  | Capricorne        |       |
| Janvier   | Chasse au sanglier, flambée du sanglier au château de Tervueren et curée | 4,41 m  | 5,85 m  | Verseau           |       |
| Février   | Hommage des chasseurs au roi Modus et à la reine Ratio, La scène est placée dans le préau du palais des ducs de Brabant, à Bruxelles, avec en arrière plan la Cour des Bailles. Un gentilhomme richement vêtu leur présente le premier frayé du cerf, obtenu quand il frotte sa tête contre un arbre pour détacher la peau de son bois. La signification allégorique de la tenture se trouve dans le texte latin écrit dans le cartouche de la tapisserie : « Si tu n'évites rien de ce qui est juste, si en menant une bonne vie tu ne fais aucun mal, si tu remplis ton devoir envers tous, que peut-il y avoir de plus beau que la pratique de la chasse, réglée par Modus et dirigée par la dame Raison ? Ne cédant point à la paresse et à la gloutonnerie, si tu t'emploies à une occupation honnête, tu resteras sain et sauf, le travail fortifiera tes membres, l'année s'écoulera paisible et ta vie passera comblée de joie et pleine de santé » | 4,30 m  | 6,46 m  | Poissons          |       |

## Les différentes versions de la tenture "Les Chasses de Maximilien"
La tenture se trouvant au musée du Louvre est considérée comme la tenture princeps de la tenture.
Les copies des pièces de la tenture réalisées à Bruxelles ont dû être réalisées à partir des cartons originaux. Pour celles réalisées à la Manufacture des Gobelins, une partie d'entre elles ayant été faites à partir de la tenture originelle, sont en contrepartie, c'est-à-dire inversées par rapport à celle-ci.
D'après Jules Guiffrey, les cartons originaux de la tenture ont été détruits au cours du bombardement de Bruxelles de 1695.

### Copies faites dans les Pays-Bas espagnols
La première mention d'une copie de pièces de la tenture date de 1533 quand un marchand allemand, Jakob Rehlinger, propose des pièces au sultan Soliman le Magnifique.
L'archevêque de Liège Érard de La Marck possédait en 1532 cinq pièces intitulées « Chasses de Bouchefort » qui seraient des répliques des « Chasses de Maximilien ».

### Copies faites à la manufacture des Gobelins
Les Chasses de Maximilien du musée du Louvre se trouvaient au Garde-Meuble de la Couronne sous le no 32 :
no 32 : Une tenture de tapisserie très fine, de laine et soys, relevée d'or, fabrique de Bruxelles, dessein d'Albert Durer, représentant les Chasses de Maximilien suivant les douze mois de l'année, dans une bordure de festons de fleurs et de fruits par le hault et les deux costez, et par le bas des divinitez marines en forme de bas-reliefs couleur de bronze ; dans le milieu de la bordure d'en hault est un rond où le signe de chaque mois est représenté ; contenant 60 a. 1/2 de cours sur 3 a. 1/2 de hault, en douze pièces doublées à plein de toile verte.
Plusieurs copies ont été faites dans la manufacture des Gobelins à partir de la tenture originale.
Une première version en contrepartie avec fils d'or et d'argent, dont quatre pièces sont réapparues en 1996, a été réalisée pour Colbert au moment de la création de la manufacture des Gobelins par regroupement des ateliers de tapisserie parisiens. Elle est citée dans l'inventaire après décès de Colbert du 14 septembre 1683 :
Une tenture de tapisserie, fabrique des Gobelins, rehaussée d'or, représentant des Chasses et des Mois de l'année, vulgairement appelée : la Belle Chasse de l'Hôtel de Guise, contenant 12 pièces faisant 43 aunes de cours sur 3 a. 3/4 de haut, desquelles 12 pièces il y en a 3 garnies en plain de toile verte, prisée pour la somme de 24 000 livres.
Guy Delmarcel propose comme dates de réalisation, fin 1662 pour son début, quand la tenture entre dans le Garde-Meuble de la Couronne et qu'il ait acheté l'hôtel des Gobelins pour le roi, et 1665 comme date de fin, quand le roi en devient définitivement propriétaire après avoir terminé le paiement aux héritiers du duc de Guise. La tenture des « Chasses de Guise » est exposée dans les grands appartements de Versailles dès 1673. L'inventaire de 1683 donne pour la copie que Colbert possédait une hauteur de 4,50 m et une longueur totale de 43 aunes, soit 51,6 m. La copie était donc plus courte que l'original.
Les huit autres versions réalisées ensuite aux Gobelins sont uniquement en laine.
Quatre pièces de la huitième tenture, exécutées vers 1723, sont classées monuments historiques et conservées au musée des Beaux-Arts de Chartres.